# Coelosphaera dichela
Coelosphaera dichela är en svampdjursart som beskrevs av Jörn Hentschel 1912. Coelosphaera dichela ingår i släktet Coelosphaera och familjen Coelosphaeridae. Utöver nominatformen finns också underarten C. d. gracilis.